# S’Arenalet des Verger
S’Arenalet des Verger (auch: S’Arenalet d’Aubarca) ist ein kleiner Strand im Nordosten der spanischen Baleareninsel Mallorca. Er befindet sich 8 Kilometer nördlich der Kleinstadt Artà.

## Lage und Beschreibung

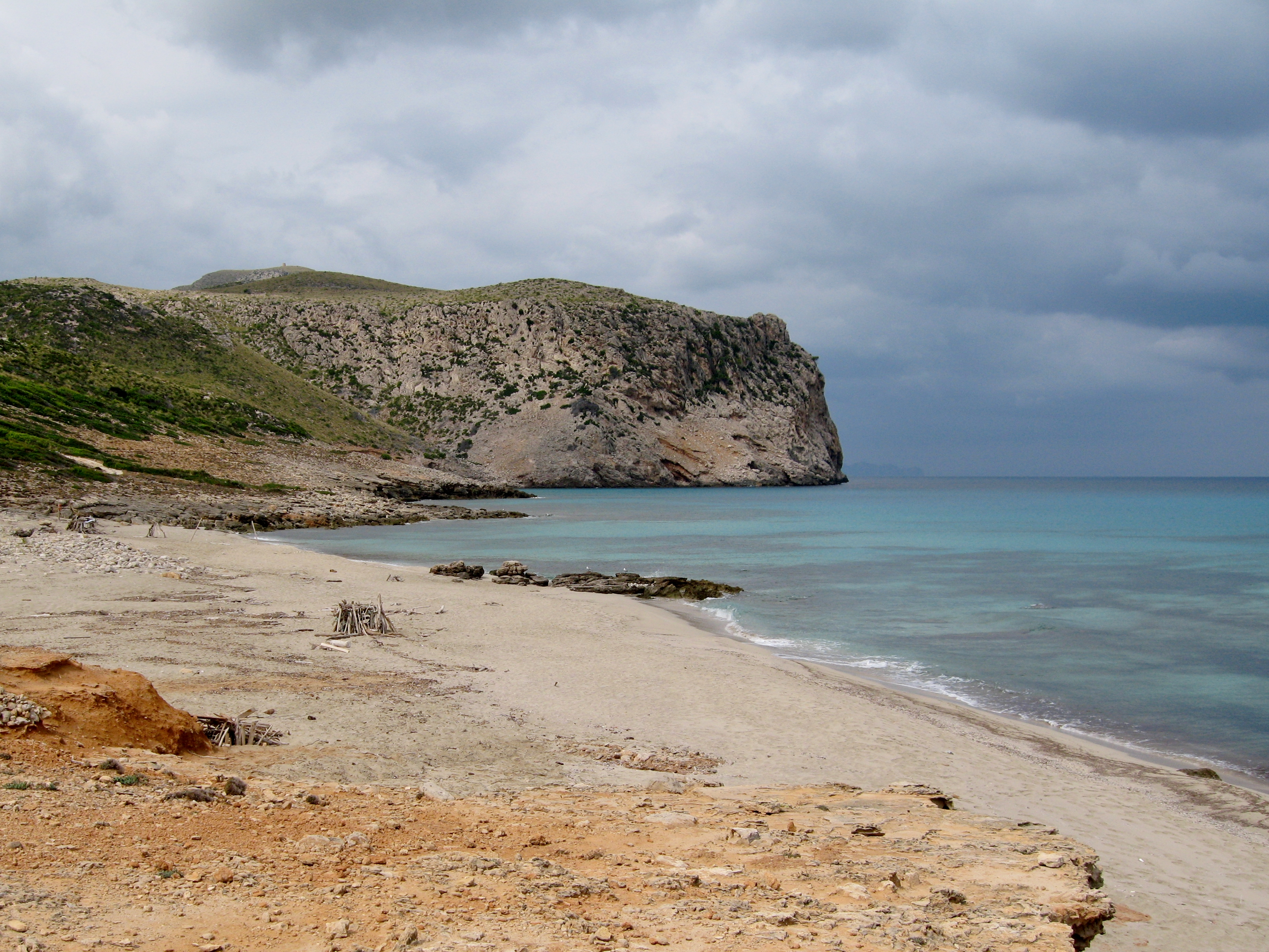
Penya Roja (Roter Felsen)

Gelegen im nördlichen Teil der Gemeinde Artà, im Gebiet von Aubarca (auch Albarca), ist der Strand nur zu Fuß entlang der Küste, auf einem Wanderweg beginnend an der Cala Estreta (von dort etwa fünf Kilometer westlich), oder per Geländewagen über Privatgrundstücke beziehungsweise die öffentlichen Landgüter des Parc natural de la península de Llevant erreichbar. Er ist der westlichste Strand der Nordostküste zwischen Cap des Freu und Cap de Ferrutx mit Blick auf den Roten Felsen (Penya Roja), an dem der Küstenwanderweg aus Richtung Osten endet und sich ins Landesinnere wendet.
Der Strand selbst an der Mündung des Torrent de Penya Roja besteht aus gelbem Sand. Die Vegetation wird hier verglichen mit dem östlichen Nachbarstrand sa Font Celada schon dürftiger. Etwa 100 Meter von der Uferlinie entfernt steht das Gebäude La Casa de s’Arenalet, auch Refugi de s’Arenalet, in der heute eine Herberge eingerichtet ist. Einfriedungen des Geländes gibt es jedoch nicht. Der Wanderweg Richtung Westen führt vom Penya Roja bergauf zu den Aussichtspunkten sa Tudosa und Talaia de Moreia oberhalb des Cap de Ferrutx.

## Zugang
Von Artà kommend die Landstraße MA-15 Richtung Cala Rajada, anschließend der Beschilderung zur Cala Torta folgen. Am rechtsseitigen Abzweig zur Cala Torta den geraden Straßenverlauf in Richtung Cala Estreta wählen. Hier endet die Straße und der Küstenwanderweg Richtung Westen führt dann nach s’Arenalet des Verger.